# Иван Трегубов
Иван Сергејевич Трегубов (рус. Иван Сергеевич Трегубов; Комсомољск на Амуру, 19. јануар 1930 − Москва, 1. септембар 1992) био је совјетски и руски хокејаш на леду који је током играчке каријере играо на позицијама одбрамбеног играча. Члан је Хокејашке куће славних руског и совјетског хокеја на леду и Заслужни мајстор совјетског спорта од 1956. године. 
Као члан сениорске репрезентације Совјетског Савеза учествовао је на ЗОИ 1956. у Кортини д'Ампецо када је совјетски тим освојио прву златну олимпијску медаљу. На светским првенствима и олимпијским играма у дресу Совјетског Савеза одиграо је 44 утакмице и постигао 14 голова. На светским првенствима 1958. и 1961. проглашаван је за најбољег одбрамбеног играча турнира. 
Као играч московског ЦСКА освојио је 6 титула националног првака и 4 титуле победника националног купа. У совјетском првенству одиграо је укупно 283 утакмице и постигао 60 погодака. 